# Chionaema denigrata
Chionaema denigrata là một loài bướm đêm thuộc phân họ Arctiinae, họ Erebidae.